# Hillesmühle
Hillesmühle ist eine Ortschaft in der Stadt Waldbröl im Oberbergischen Kreis im südlichen Nordrhein-Westfalen (Deutschland) innerhalb des Regierungsbezirks Köln.

## Lage und Beschreibung
Der Ort liegt rund sechs Kilometer westlich des Stadtzentrums am Südufer des Waldbrölbachs, der die Grenze zum Gemeindegebiet von Nümbrecht (hier Ortsteil Berkenroth) markiert.

## Geschichte

### Erstnennung
1759  wurde der Ort das erste Mal urkundlich erwähnt und zwar bei "G. Conrad: Geschichte von Waldbröl (1973)". Die Schreibweise der Erstnennung war Hillesmühle.

## Bus- und Bahnverbindungen

### Linienbus
Haltestelle: Hillesmühle
- 530 Waldbröl, Hennef Bf.